# Alpinidi
Alpinidi ali alpinidski gorski pas ali alpsko-himalajski orogeni pas ali novejše in redkeje tetijski orogeni pas je seizmični in orogeni pas, ki vključuje niz gorskih verig, ki se raztezajo na več kot 15.000 kilometrov vzdolž južnega roba Evrazije, ki se razteza Atlantika, Sredozemlja, Anatolije, Kavkaza, gora Irana, Transhimalaje in Himalaje, preko Indokitajskega in od Jave in Sumatre.
Vključuje od zahoda proti vzhodu glavne verige gorovja Atlas, Alpe, Kavkaz, Elburs, Hindukuš, Karakorum in Himalajo. Je druga najbolj potresno aktivna regija na svetu, takoj za pasom okoli Tihega oceana (Pacifiški ognjeni obroč), s 17 % največjih potresov na svetu.
Pas je rezultat zaprtja oceana Tetida od mezozoika do kenozoika do nedavnega in procesa trka med proti severu premikajočimi se Afriško, Arabsko in Indijsko ploščo z Evrazijsko ploščo. Posledica vsakega trka je konvergentna meja, tema, ki je obravnavana v tektoniki plošč. Približna poravnava tolikih konvergentnih meja, ki se gibljejo od vzhoda proti zahodu, ki jo je prvi opazil avstrijski geolog Eduard Suess.
Suess je enotno celino poimenoval Gondvana po nekaterih kamnitih formacijah v Indiji, ki je bila takrat del superceline Gondvane, ki se je prej ločila od druge superceline, Lavrazije, in si zdaj prizadeva nazaj. Evrazija se spušča iz Lavrazije, del Lavrencije se je odcepil proti zahodu kot posledica oblikovanja Severnega Atlantskega oceana. Ko se je ocean Tetida zaprl, je Gondvana dvignila gorske verige na južnem robu Evrazije.

## Kratka zgodovina koncepta
Alpski pas je pojem iz sodobne zgodovinske geologije, preučevanja dogodkov v geološkem času, ki so oblikovali površje Zemlje. Tema se je začela nenadoma sredi 19. stoletja z evolucijskimi biologi. Zgodnji zgodovinski geologi, kot sta Charles Darwin in Charles Lyell, so fosile in plasti sedimentnih kamnin, ki jih vsebujejo, razporedili v časovna obdobja, katerih okvir ostaja.
Konec 19. stoletja je bilo obdobje sinteze, v katerem so geologi poskušali združiti vse podrobnosti v veliko sliko. Prvi v svoji vrsti, Eduard Suess, je uporabil izraz »primerjalna orografija« za svojo metodo primerjanja gorskih verig, vzporedno s »primerjalno anatomijo« in »primerjalno filologijo«.
Njegovo delo je bilo pred tektoniko plošč in premikom celin. Ta predtektonska faza je trajala približno do leta 1950, ko je teorija odnašanja zmagala na tem področju tako nenadoma kot evolucija. Koncepti in jezik primerjalnih grafistov so bili ohranjeni z nekaj spremembami, vendar razloženi na nove načine.

### Suessova teorija pogrezanja
Avtor koncepta transevrazijske cone pogrezanja, ki jo je poimenoval Tetida, je bil Eduard Suess. Vedel je, da je šlo za ugrezanje, ker je izražalo usedline mezozoika, ki so zdaj utrjene v plasti in zaradi stiskalne sile dvignjene v visokogorje. Suess je območje odkril med svojim zgodnjim delom o Alpah. Večji del svoje kariere je podrobno spremljal cono, ki jo je sestavil v enem tekočem delu, das Antlitz der Erde ,("Obličje Zemlje"). Tako kot človeški obraz ima tudi obraz Zemlje črte. Suessova tema je bila opredelitev in klasifikacija linij tega območja, ki ga je zasledil od enega konca Evrazije do drugega in se na vzhodu končal z Malajskim polotokom.
Suess je, tako kot vsi geologi, opazoval plasti in vsebino sedimentnih kamnin, odloženih kot sediment v oceanskih bazenih, utrjenih pod pritiskom globin in kasneje pod vodoravnim pritiskom dvignjenih v gube gorskih verig. Področju je dodal preučevanje tega, kar je imenoval 'trend-linije' ali smeri gorskih verig. Te naj bi odkrili s preučevanjem njihovih zmičnih prelomov ali presečišč s površino. Kmalu je odkril tisto, kar je danes znano kot konvergentne meje plošč, ki so verige gora, dvignjene zaradi stiskanja ali subdukcije ene plošče pod drugo, vendar znanje ni bilo v takšnem stanju, da bi jih lahko prepoznal kot take. Namesto tega se je ukvarjal z vzorci.

## Glavna območja (od zahoda proti vzhodu)
- Kantabrijsko gorovje (vključno z Baskovskim gorovjem), Sistema Central, Sistema Ibérico, Pireneji, Alpe, Karpati, Stara planina (Balkanidi), masivi Rila-Rodopi, otoki Trakijskega morja, Krimsko gorovje – v celoti v Evropi
- Atlas in Rif v severni Afriki, Baetski sistem (Sierra Nevada in Balearski otoki), Apenini, Dinarsko gorstvo, Pindsko gorstvo (Helenidi) in gora Ida;
- Kavkaz (na mejah med Azijo in Evropo), Kopet Dag, Pamir, Alajsko gorovje, Tjanšan, Altajsko gorovje, Sajansko gorovje;
- Pontsko gorovje, Armensko višavje, Elburs, Hindukuš, gorovje Kunlun, pogorje Hengduan, Annamitsko gorovje, gorovje Titivangsa, gorovje Barisan – v celoti v Aziji;
- Gorovje Taurus, gorovje Troodos, gorovje Zagros, Makransko gorovje, Sulejmanovo gorovje, Karakorum, Himalaja, Transhimalaja, Patkai, hribovje Čin, gorovje Arakan, Andamanski in Nikobarski otoki – v celoti v Aziji.

Indonezija leži med pacifiškim ognjenim obročem vzdolž severovzhodnih otokov, ki mejijo na Novo Gvinejo in vključno z njo, ter alpskim pasom vzdolž juga in zahoda od Sumatre, Jave in Malih Sundskih otokov (Bali, Flores in Timor). Potres v Indijskem oceanu leta 2004 tik ob obali Sumatre je bil znotraj alpskega pasu.

## Etimologija
Beseda Alpidi je izraz, ki ga je v nemščini prvi skoval avstrijski geolog Eduard Suess v svojem magnum opusu Das Antlitz der Erde iz leta 1883, kasneje pa ga je v angleški znanstveni literaturi populariziral turški geolog in zgodovinar A. M. Celâl Şengör v članku iz leta 1984 o tema. Izraz Alpam doda pripono -ides, ki izhaja iz starogrške patronimične/družinske pripone -ίδης (-ídēs), kar nakazuje na 'družino' sorodnih orogenov. Izraz pas se nanaša na dejstvo, da Alpidi tvorijo dolgo, večinoma neprekinjeno verigo orogenov, ki poteka od vzhoda proti zahoda vzdolž južnega roba Evrazije.

## Orogeneza
Če Alpide razumemo v Koberjevem smislu kot zadnji in sedanji del skupne skupine sočasnih grebenov nad celotno regijo Tetian, potem se alpidska orogeneza uporablja skupaj za vse orogeneze, potrebne za nastanek Alpidov, definicija, ki je daleč od prvotnih pomenov Alpide in Alpine, ki predstavljajo specializirano geološko rabo.

## Splošne in citirane reference
- Suess, Eduard (1904).  Sollas, W. J. (ur.). The Face of the Earth [das Antlitz der Erde]. Zv. I. Prevod: Sollas, Hertha B. C. Oxford: Clarendon Press.
- Suess, Eduard (1908).  Sollas, W. J. (ur.). The Face of the Earth [das Antlitz der Erde]. Zv. III. Prevod: Sollas, Hertha B. C. (Revised izd.). Oxford: Clarendon Press.